# Wereldkampioenschappen schoonspringen 2022 – eenmeterplank mannen
Het schoonspringen vanaf de eenmeterplank voor mannen tijdens de wereldkampioenschappen schoonspringen 2022 vond plaats op 30 juni 2022 in de Donau-arena in Boedapest.

## Uitslag
De eerste twaalf deelnemers, hier aangegeven met groen, gingen door naar de finale.
| Rang   | Land                    | Namen                  | Voorronde | Voorronde | Finale        | Finale        |
| Rang   | Land                    | Namen                  | Punten    | Rang      | Punten        | Rang          |
| ------ | ----------------------- | ---------------------- | --------- | --------- | ------------- | ------------- |
| Goud   | Wang Zongyuan           | China                  | 380,95    | 2         | 493,30        | 1             |
| Zilver | Jack Laugher            | Verenigd Koninkrijk    | 363,70    | 9         | 426,95        | 2             |
| Brons  | Li Shixin               | Australië              | 364,95    | 7         | 395,40        | 3             |
| 4      | Jules Bouyer            | Frankrijk              | 364,50    | 8         | 381,30        | 4             |
| 5      | Sebastián Morales       | Colombia               | 358,10    | 12        | 374,90        | 5             |
| 6      | Jordan Rzepka           | Verenigde Staten       | 365,80    | 6         | 372,05        | 6             |
| 7      | Yona Knight-Wisdom      | Jamaica                | 359,10    | 11        | 370,90        | 7             |
| 8      | Zheng Jiuyuan           | China                  | 375,75    | 3         | 365,55        | 8             |
| 9      | Jonathan Ruvalcaba      | Dominicaanse Republiek | 359,35    | 10        | 346,15        | 9             |
| 10     | Giovanni Tocci          | Italië                 | 396,15    | 1         | 326,75        | 10            |
| 11     | Rikuto Tamai            | Japan                  | 366,70    | 5         | 326,60        | 11            |
| 12     | Tyler Downs             | Verenigde Staten       | 367,40    | 4         | 293,10        | 12            |
| 13     | Jonathan Suckow         | Zwitserland            | 355,35    | 13        | Uitgeschakeld | Uitgeschakeld |
| 14     | Alexis Jandard          | Frankrijk              | 352,05    | 14        | Uitgeschakeld | Uitgeschakeld |
| 15     | Lorenzo Marsaglia       | Italië                 | 350,60    | 15        | Uitgeschakeld | Uitgeschakeld |
| 16     | Guillaume Dutoit        | Zwitserland            | 342,00    | 16        | Uitgeschakeld | Uitgeschakeld |
| 17     | Kevin Muñoz             | Mexico                 | 341,40    | 17        | Uitgeschakeld | Uitgeschakeld |
| 18     | Jordan Houlden          | Verenigd Koninkrijk    | 340,95    | 18        | Uitgeschakeld | Uitgeschakeld |
| 19     | Yi Jaeg-yeong           | Zuid-Korea             | 333,30    | 19        | Uitgeschakeld | Uitgeschakeld |
| 20     | Timo Barthel            | Duitsland              | 329,15    | 20        | Uitgeschakeld | Uitgeschakeld |
| 21     | Lars Rüdiger            | Duitsland              | 327,85    | 21        | Uitgeschakeld | Uitgeschakeld |
| 22     | Liam Stone              | Nieuw-Zeeland          | 326,35    | 22        | Uitgeschakeld | Uitgeschakeld |
| 23     | David Ekdahl            | Zweden                 | 323,60    | 23        | Uitgeschakeld | Uitgeschakeld |
| 24     | Andrzej Rzeszutek       | Polen                  | 322,90    | 24        | Uitgeschakeld | Uitgeschakeld |
| 25     | Frandiel Gómez          | Dominicaanse Republiek | 322,10    | 25        | Uitgeschakeld | Uitgeschakeld |
| 26     | Carlos Escalona         | Cuba                   | 319,90    | 26        | Uitgeschakeld | Uitgeschakeld |
| 27     | Yolotl Martínez         | Mexico                 | 315,85    | 27        | Uitgeschakeld | Uitgeschakeld |
| 28     | Dariush Lotfi           | Oostenrijk             | 315,40    | 28        | Uitgeschakeld | Uitgeschakeld |
| 29     | Mohamed Farouk          | Egypte                 | 314,95    | 29        | Uitgeschakeld | Uitgeschakeld |
| 30     | Stanislav Oliferchyk    | Oekraïne               | 312,80    | 30        | Uitgeschakeld | Uitgeschakeld |
| 31     | Alberto Arévalo         | Spanje                 | 311,35    | 31        | Uitgeschakeld | Uitgeschakeld |
| 32     | Theofilos Afthinos      | Griekenland            | 308,45    | 32        | Uitgeschakeld | Uitgeschakeld |
| 33     | Johan Morell            | Cuba                   | 300,70    | 33        | Uitgeschakeld | Uitgeschakeld |
| 34     | Alejandro Arias         | Colombia               | 296,10    | 34        | Uitgeschakeld | Uitgeschakeld |
| 35     | Rafael Fogaça           | Brazilië               | 288,65    | 35        | Uitgeschakeld | Uitgeschakeld |
| 36     | Donato Neglia           | Chili                  | 280,45    | 36        | Uitgeschakeld | Uitgeschakeld |
| 37     | Oleh Kolodiy            | Oekraïne               | 277,65    | 37        | Uitgeschakeld | Uitgeschakeld |
| 38     | Adrián Abadía           | Spanje                 | 277,50    | 38        | Uitgeschakeld | Uitgeschakeld |
| 39     | Juho Junttila           | Finland                | 273,90    | 39        | Uitgeschakeld | Uitgeschakeld |
| 40     | Tornike Onikashvili     | Georgië                | 259,90    | 40        | Uitgeschakeld | Uitgeschakeld |
| 41     | Sebastian Konecki       | Litouwen               | 257,50    | 41        | Uitgeschakeld | Uitgeschakeld |
| 42     | Abdulrahman Abbas       | Koeweit                | 254,50    | 42        | Uitgeschakeld | Uitgeschakeld |
| 43     | Nikolaj Schaller        | Oostenrijk             | 253,00    | 43        | Uitgeschakeld | Uitgeschakeld |
| 44     | Hasan Qali              | Koeweit                | 249,05    | 44        | Uitgeschakeld | Uitgeschakeld |
| 45     | Athanasios Tsirikos     | Griekenland            | 247,05    | 45        | Uitgeschakeld | Uitgeschakeld |
| 46     | Gabriel Daim            | Maleisië               | 232,55    | 46        | Uitgeschakeld | Uitgeschakeld |
| 47     | Irakli Sakandelidze     | Georgië                | 230,20    | 47        | Uitgeschakeld | Uitgeschakeld |
| 48     | Chawanwat Juntaphadawon | Thailand               | 228,50    | 48        | Uitgeschakeld | Uitgeschakeld |